# Nhà thờ St. John the Baptist và St. John the Eveachist

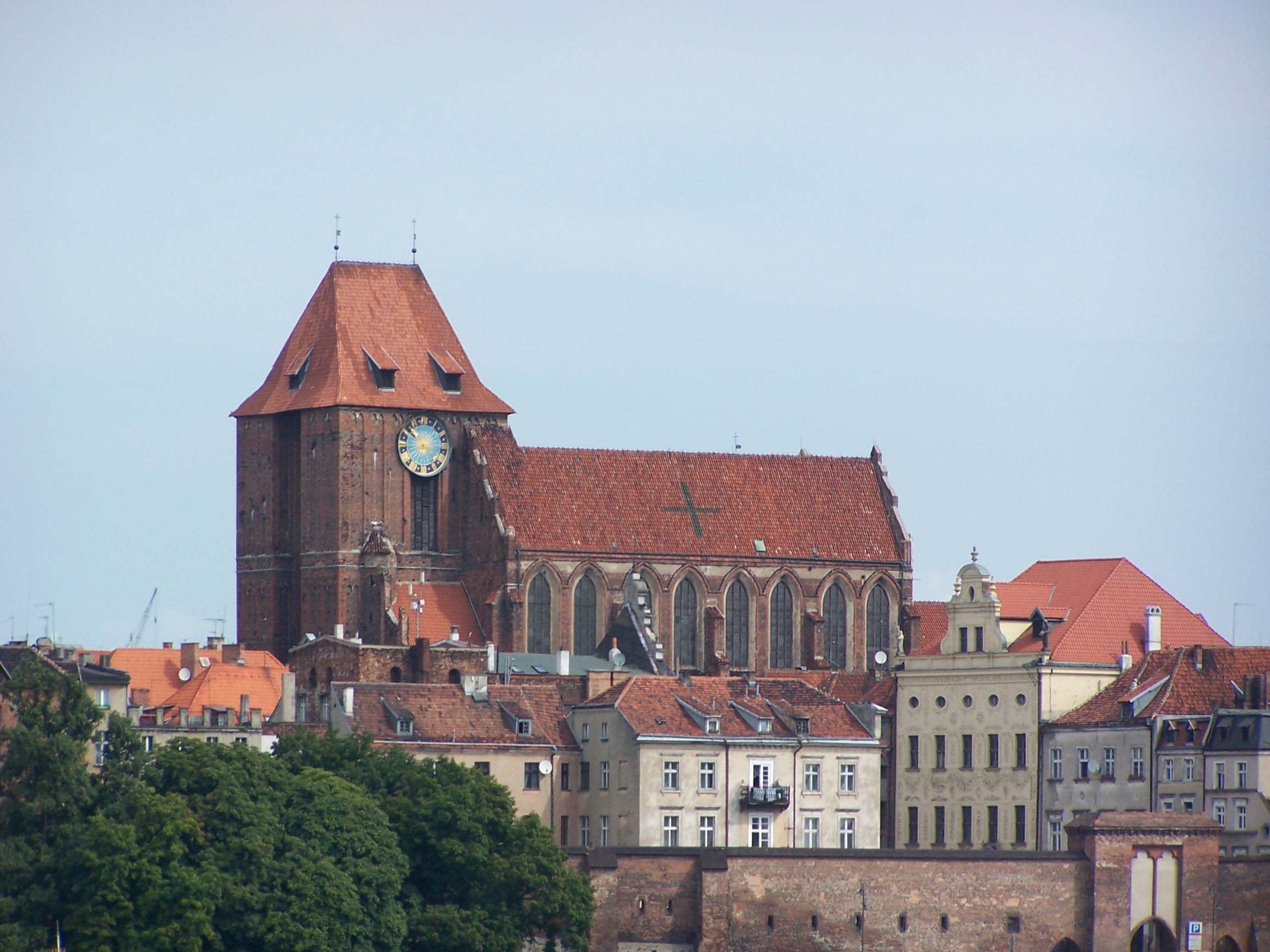
Xem từ bờ trái của Vistula

Vị trí tòa nhà trên bản đồ của Toruń Old City

Nhà thờ St. John the Baptist và St. John the Eveachist, từ năm 1935, một Vương cung thánh đường, và kể từ năm 1992, Nhà thờ chính tòa Toruń, là nhà thờ chính của giáo xứ Phố cổ ở Toruń. Một trong ba nhà thờ theo kiến trúc Gô tích của thị trấn, được xây dựng từ gạch, một hội trường có lối đi với một tòa tháp phía tây hoành tráng. Nhà thờ đầu tiên từ thế kỷ 13 là một hội trường nhỏ không có lối đi và với sự sắp đặt đa giác. Điều này đã được thay thế bằng nhà thờ hội trường ở nửa đầu thế kỷ 14, đã được xây dựng lại nhiều lần và kéo dài cho đến khi nó đạt đến hình thức hiện tại vào cuối thế kỷ 15. Nội thất được trang trí và trang bị phong phú. Các đồ trang trí được vẽ sớm nhất trong thời kỳ bầu cử có từ thế kỷ 14 và mô tả sự đóng đinh và bản án cuối cùng. Một trong những nhà nguyện bên được kết nối với hình ảnh Nicolaus Copernicus. Có một phông chữ rửa tội từ thế kỷ 13, được cho là dùng để rửa tội cho nhà thiên văn học, văn bia thế kỷ 16 cho ông và tượng đài thế kỷ 18. Tại tòa tháp treo Tuba Dei, chiếc chuông lớn thứ ba ở Ba Lan, được đúc vào năm 1500.